# Ämmäsjärvi (Gällivare socken, Lappland, 749413-175463)
Ämmäsjärvi är en sjö i Gällivare kommun i Lappland och ingår i Kalixälvens huvudavrinningsområde. Sjön har en area på 0,0916 kvadratkilometer och ligger 374,7 meter över havet. Ämmäsjärvi ligger i Torne och Kalix älvsystem Natura 2000-område.

## Delavrinningsområde
Ämmäsjärvi ingår i det delavrinningsområde (749480-175413) som SMHI kallar för Ovan 749703-175428. Medelhöjden är 398 meter över havet och ytan är 7,15 kvadratkilometer. Det finns inga avrinningsområden uppströms utan avrinningsområdet är högsta punkten. Vattendraget som avvattnar avrinningsområdet har biflödesordning 2, vilket innebär att vattnet flödar genom totalt 2 vattendrag innan det når havet efter 240 kilometer. Avrinningsområdet består mestadels av skog (81 procent) och sankmarker (17 procent). Avrinningsområdet har 0,09 kvadratkilometer vattenytor vilket ger det en sjöprocent på 1,3 procent.